# One less reason
One Less Reason is een Amerikaanse alternatieve rockband uit Jackson, Tennessee. De band werd in 1998 door Cris Brown en Jerome Hubble opgericht onder de naam Lappdog. De aanvankelijke drummer werd als snel vervangen door de meer ervaren Kevin Scott. Na twee jaar voegde Jeremy Jones zich bij de groep. In 2002 werd de bandnaam gewijzigd in One Less Reason. Dit had onder andere te maken met het gewijzigde repertoire: de pure rock was vervangen door meer melodische nummers en een naamsverandering paste hier goed bij.
Datzelfde jaar trok One Less Reason de studio in met producer Rick Beato, waar ze vier demo's mochten opnemen. In 2003 ondertekende de groep een contract met Universal Records. Al snel werd hun eerste single Favorite Color een echt succes: een week na de opnames stond de hit al op nummer drie in de Rocktop. In 2004 had de groep echter een conflict met Universal Records, en verbrak het contract.
In 2016 verscheen hun zesde album, The Memories Uninvited. De EP Precursors kwam in 2021 uit.

## Discografie
- Everyday Life (2004)
- Getting Back Your Self Esteem (2006)
- A Lifetime Burning (2007)
- Faces and Four Letter Words (2010)
- A Blueprint for Writhing (2012)
- The Memories Uninvited (2016)
- Precursors (2021)